# Надеждинка (Костанайский район)
Наде́ждинка (каз. Надеждин) — село в Костанайском районе Костанайской области Казахстана, административный центр Надеждинского сельского округа. 

## География
Населённый пункт расположен в северной части района, на левому берегу озера Бензе, в 70 километрах (по автодороге) к северу от районного центра города Тобыл, в 69 километрах к северу от областного центра города Костанай. Соседние сёла: Майалап в 5 километрах к югу, Воскресеновка в 12 километрах к западу. Транспортное сообщение осуществляется автодорогой областного значения КР-2 «Костанай — Введенка» (89 км). Высота центра села — 114 метров над уровнем моря.

## История
Надеждинский переселенческий участок был образован в 1900 году при балке Чин-сай и озере Аксак-сиыр Кенаральской киргизской волости Кустанайского уезда. Общая площадь участка составляла 7 186,5 десятин, из них удобной — 6 936, неудобной — 130,5 и церковной — 120; число десятин на душу мужского пола — 12,4. Согласно энциклопедическому словарю Немцы России, немецкий лютеранский посёлок Надежденский был основан на земельном участке Тургай (каз. Торғай) в 1902 году немецкими переселенцами из причерноморских губерний. По другим данным посёлок был основан в 1901 году. По Списку населённых мест Тургайской области 1907 года в посёлке числилось 206 дворов и 1 172 жителей, действовала школа, по Списку населённых мест Тургайской области 1910 года в посёлке числилось 241 двор с 1 471 жителем, располагался саманный молитвенный дом. В административно-территориальном отношении посёлок первоначально относился к Алешинской волости, по состоянию на 1915 год — центр собственной Надеждинской волости. На 1916 год в составе волости находились посёлки: Надеждинский, Воскресенский, Суриковский.
Во время гражданской войны Кустанайский уезд вошёл в состав Челябинской губернии РСФСР. После установления на территории нынешней Костанайской области советской власти, постановлением Челябинского губисполкома от 16 сентября 1920 года Кустанайский уезд вошёл в состав Киргизской АССР, где 9 ноября 1920 года был передан в состав Оренбургско-Тургайской губернии:77. 1 апреля 1921 года из волостей Кустанайского уезда и части Орского уезда Оренбургско-Тургайской губернии в составе 7 районов была образована Кустанайская губерния:77. Надеждинская волость вошла в состав Боровского района, который в 1922 году был преобразован в уезд:78. 29 марта 1923 года Надеждинская волость вошла в состав Александровской волости Кустанайского уезда:79. В сентябре 1925 года постановлением ЦИК Казахской АССР от 3 марта 1925 года Кустанайская губерния была упразднена, с последующим преобразованием всех уездов в один Кустанайский уезд:146—148. В сентябре 1925 года Александровская волость вошла в состав Алешинской волости:148. На основании ВЦИК от 14 сентября 1925 года Кустанайский уезд был преобразован в Кустанайский округ:146—148. 17 января 1928 года ликвидируется волостное деление, территория Алешинской волости вошла в состав Боровского и Фёдоровского районов:150—151. В декабре 1930 года на основании постановления ВЦИК от 23 июля 1930 года ликвидируется окружное деление, и в ходе дальнейшего укрупнения районов территория Боровского района вошла в состав Кустанайского, Мендыкаринского и Убаганского районов:194—195. С февраля 1932 года село в составе Актюбинской области:221—222. Постановлением Президиума ВЦИК от 29 июля 1936 года — в составе новообразованной Костанайской области.
Согласно составленному в 1923 году Списку населённых пунктов КССР посёлок Надеждинский являлся административным центром Надеждинской волости, куда также входили посёлки: Воскресенский, Суриковский, Храмовский, Шишкинский. В посёлке проживало 1 684 человек, число хозяйств равнялось 330, 3 775 всего голов скота, 4 142 десятин посева в поле, преобладающей национальностью являлись немцы. До 1935 года в селе функционировала средняя школа с 10-летним образованием на немецком языке. На 1 января 1940 года Надеждинский сельсовет находился в составе Мендыкаринского района. Указом Президиума ВС Казахской ССР от 8 мая 1944 года — в составе Введенского района, Указом Президиума ВС Казахской ССР от 27 ноября 1957 года — в Кустанайском районе. В 1963 году был передан в Боровской район, однако согласно административно-территориальному справочнику 1983 года вновь в составе Кустанайского района. Решением Кустанайского областного маслихата от 15 июля 1994 года в границах Надеждинского сельсовета (сёла Надеждинка, Майалап) был образован Надеждинский сельский округ.

## Население
| Численность населения | Численность населения | Численность населения | Численность населения | Численность населения | Численность населения | Численность населения |
| 1907                  | 1910                  | 1923                  | 1989                  | 1999                  | 2009                  | 2021                  |
| --------------------- | --------------------- | --------------------- | --------------------- | --------------------- | --------------------- | --------------------- |
| 1172                  | ↗1471                 | ↗1684                 | ↗2261                 | ↘1925                 | ↘1388                 | ↘911                  |

национальный состав
Процентное соотношение численно-преобладающих национальностей села согласно переписи населения 1989 года:
| Национальность | Процентное соотношение |
| -------------- | ---------------------- |
| немцы          | 72 %                   |
| другие         | 28 %                   |

Национальный состав села согласно паспорту Надеждинского сельского округа на начало 2024 года:
| национальность | численность (чел.) | процентное соотношение |
| -------------- | ------------------ | ---------------------- |
| казахи         | 617                | 53,51 %                |
| русские        | 395                | 34,26 %                |
| украинцы       | 71                 | 6,16 %                 |
| немцы          | 22                 | 1,91 %                 |
| белорусы       | 15                 | 1,30 %                 |
| татары         | 11                 | 0,95 %                 |
| другие         | 22                 | 1,91 %                 |
| всего          | 1153               | 100,00 %               |